# (273836) Hoijyusek
(273836) Hoijyusek est un astéroïde de la ceinture principale.

## Description
(273836) Hoijyusek est un astéroïde de la ceinture principale. Il fut découvert le 13 avril 2007 à l'Observatoire de Lulin par Ye Quan-Zhi et Hong Qin Lin. Il présente une orbite caractérisée par un demi-grand axe de 3,09 UA, une excentricité de 0,18 et une inclinaison de 7,6° par rapport à l'écliptique.

## Compléments